# Виноградівка (Кропивницький район)
Виногра́дівка — село в Україні, у Компаніївській селищній громаді Кропивницького району (до 17 липня 2020 року — у складі ліквідованого Компаніївського району) Кіровоградської області. Населення становить 252 осіб. До 2020 орган місцевого самоврядування — Виноградівська сільська рада.

## Географія
Селом тече Балка Коровань.

## Населення
Згідно з переписом УРСР 1989 року чисельність наявного населення села становила 324 особи, з яких 167 чоловіків та 157 жінок.
За переписом населення України 2001 року в селі мешкали 322 особи.

### Мова
Розподіл населення за рідною мовою за даними перепису 2001 року:
| Мова       | Відсоток |
| ---------- | -------- |
| українська | 95,05 %  |
| молдовська | 2,79 %   |
| російська  | 1,24 %   |
| угорська   | 0,93 %   |

## Постаті
- Жук Олег Олегович (1993—2015) — старший солдат Збройних сил України, учасник російсько-української війни.
- Місків Володимир Володимирович (1993—2024) — старший сержант збройних сил України, учасник російсько-української війни. Повний лицар ордена «За мужність».